# تنوع زیستی جهانی

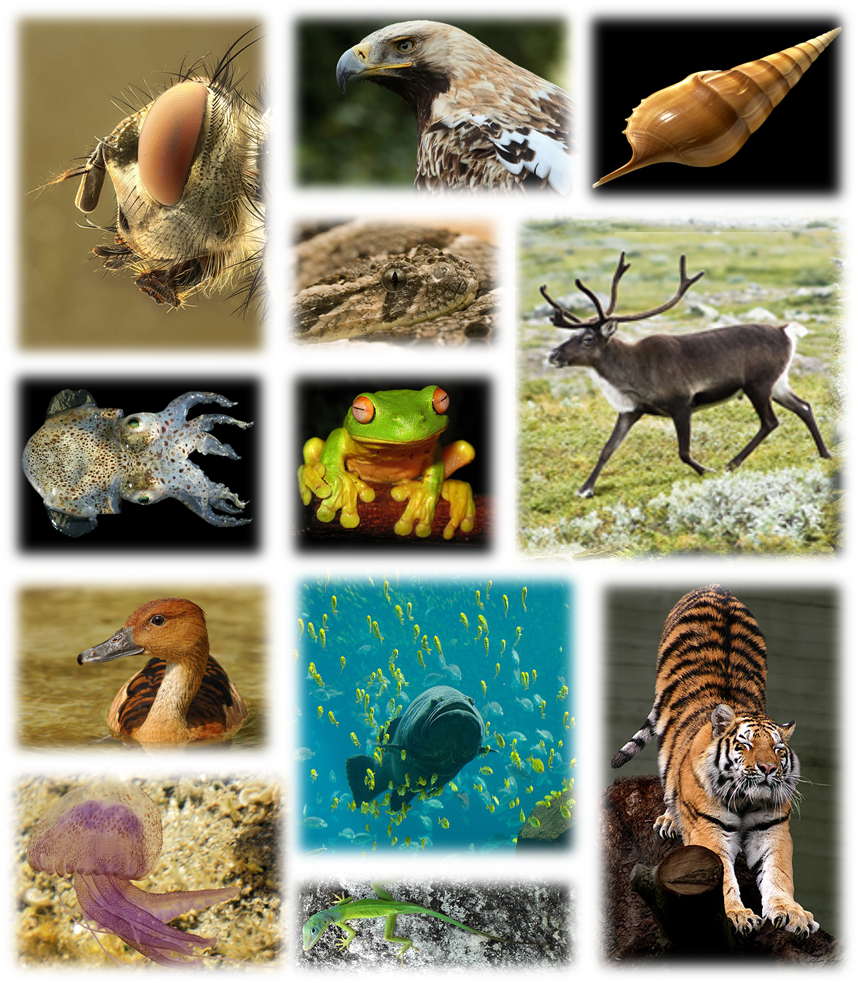
نمونه‌هایی از تنوع زیستی چندسلولی زمین.

تنوع زیستی جهانی (به انگلیسی: Global biodiversity) معیار تنوع زیستی در سیاره زمین است و به عنوان تنوع کلی زندگی در جهان تعریف می‌شود. برآورد شده‌است که بیش از ۹۹ درصد از همه گونه‌هایی که تا کنون روی زمین زندگی کرده‌اند منقرض شده‌اند. برآوردها در مورد تعداد گونه‌های کنونی زمین از ۲ میلیون تا ۱ تریلیون می‌باشد، که تاکنون حدود ۱٫۷۴ میلیون در پایگاه داده وارد شده‌است و بیش از ۸۰ درصد هنوز توصیف نشده‌است. اخیراً، در ماه مه ۲۰۱۶، دانشمندان گزارش دادند که برآورد می‌شود در حال حاضر ۱ تریلیون گونه روی زمین وجود داشته باشد که تنها یک هزارم درصد آن توصیف شده‌است. مقدار کل جفت‌بازهای DNA روی زمین، به عنوان یک تقریب احتمالی از تنوع زیستی جهانی، 5.0x10 37 برآورد شده‌است و وزن آن ۵۰ میلیارد تن است. در مقایسه، جرم کل زیست‌کره تا ۴ تن کربن (تریلیون تن کربن) برآورد شده‌است.

## برآورد تعداد کل گونه‌ها
- ۱۰ تا ۳۰ میلیون حشره[۱۰]
- ۵–۱۰ میلیون باکتری[۱۱]
- ۱٫۵ میلیون قارچ[۱۲]
- ~ ۱ میلیون کنه[۱۳]
- ~ ۱ میلیون آغازیان[۱۴][۱۵]